# ローマ地下鉄
ローマ地下鉄（伊: Met.Ro. Metropolitana di Roma S.p.A.）は、イタリアのローマの地下鉄である。略称は「Met.Ro.」でメトロと読み、運営している鉄道会社ATACは地方路線も運営している。

## 概要
1955年2月9日に現在のB線が開通し、1980年にA線が開通し、そして2014年にC線が開業した。現在は全長53.4km、A線、B線とC線の一部、3路線が営業中。C線とB線は延伸工事中。D線も計画されている。
A線とB線はローマの中心駅テルミニ駅で乗り換えが可能。
初開通から半世紀以上経過しているにもかかわらず建設中も含めて3路線しかない。

## 地下鉄線

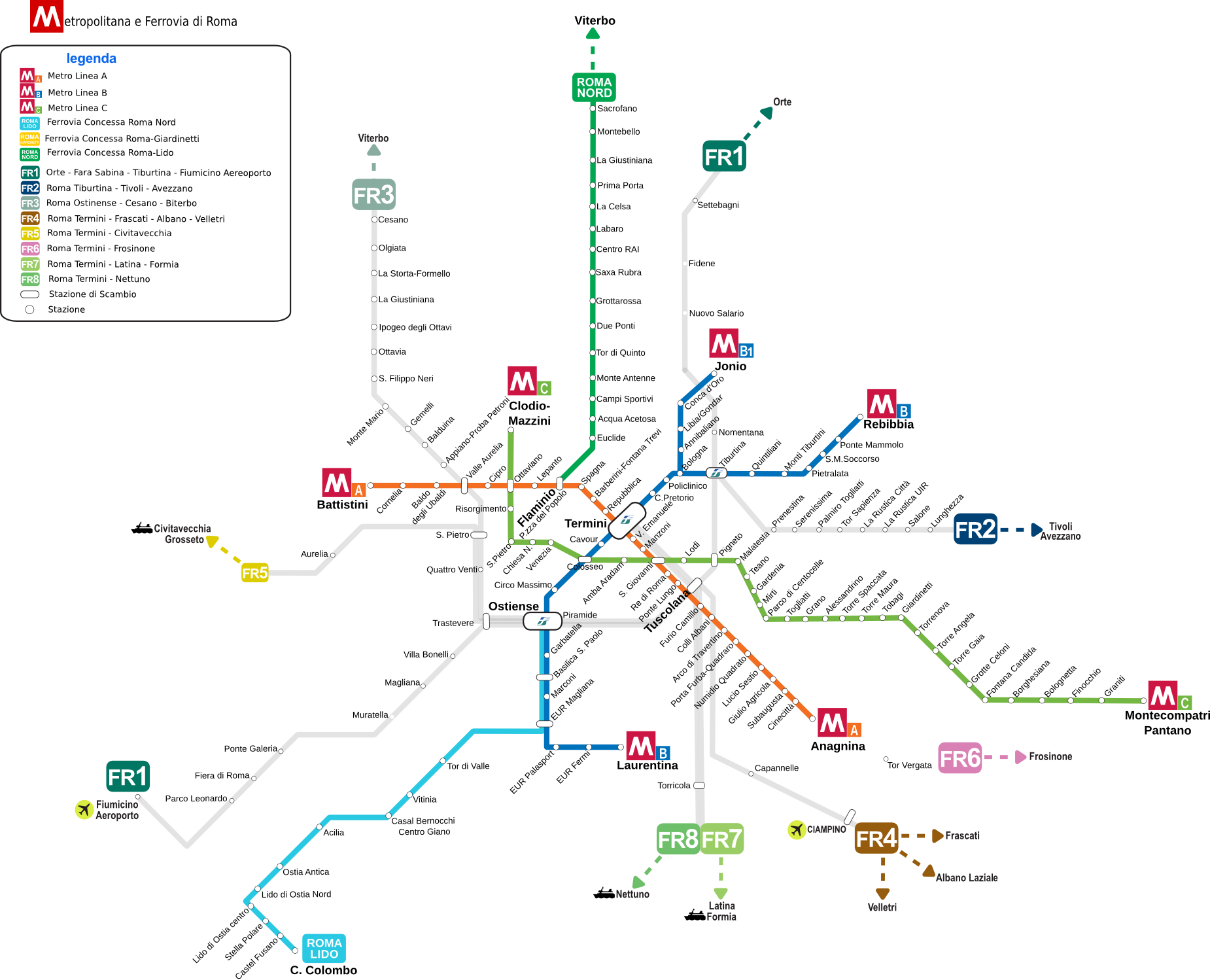
2015年の予想図

- A線

駅数：27（バッティスティーニ駅 – アナニーナ駅）、18.4km
- B線

駅数：26（ラウレンティーナ駅 – レビッビア駅）、22.9km
- C線（建設中、一部開通）

駅数：22、19.1km
- D線（計画中）

駅数：22（予定）、22km（予定）
- E線（計画中）

駅数：16（予定）、28.3km（予定）
- F線（計画中）

駅数：15（予定）、12.8km（予定）
- G線（計画中）

駅数：29（予定）、15.2km（予定）

## 近郊路線

近郊路線（水色・緑色・黄色）を含む路線網

ローマ地下鉄は、以下の地方鉄道の運営も行っている。
- ローマ - リード線
駅数：13（ローマ・ポルタ・サンパオロ駅 - クリストーフォロ・コロンボ駅）、約28km
- ローマ - ジャルディネッティ線
駅数：19（ローマ・ラツィアリ駅 - ジャルディネッティ）、8.63km
- ローマ - ヴィテルボ線（Ferrovia Roma-Civitacastellana-Viterbo、サクロファーノ駅以遠は郊外線）
駅数：38（フラミーニオ駅 - ヴィテルボ駅）、102km

## 事故
- 2006年10月17日午前9時半ごろ、A線のヴィットーリオ・エマヌエーレ駅に停車中の列車に後続の列車が追突し、1名が死亡、約170名が負傷した。怪我人には日本人4名も含まれていた。事故原因は人為的なものと見られている。

## 参照
- ATAC - 親会社
- テルミニ駅